# Концентрациони логор Кауферинг
Концентрациони логори Кауферинг су представљали мрежу нацистичких логора, подружница концентрационог логора Дахау током Другог светског рата.
Након што су Савезници интензивирали бомбардовања немачких индустријских и војних постројења након 1943, немачко министарство наоружања и СС су одлучили да убрзају изградњу великих подземних фабрика користећи велики број регрутованих радника и логораша из концентрационих логора. Мрежа од стотина сателитских логора који су припадали главним концентрационим логорима је успостављена широм немачког рајха током 1944. и 1945. Логораши су приморавани да издубљују падине планина или пећине за огромне системе тунела и фабрика заштићених од савезничких бомби. Они који су преживели ове задатке су обично коришћени у производњи новог оружја, као што су млазни ловачки авион Месершмит Ме 262 и балистичка ракета V-2.
У Баварској, су успостављена два велика система логора, Милдорф и Кауферинг, који су припадали концентрационом логору Дахау. Логораши су представљали радну снагу неопходну за изградњу подземних постројења за производњу ловачких авиона у области Ландсберг. Ова област је одабрана делом због геолошког састава повољног за изградњу огромних подземних инсталација, које је требало да буду заштићене бетонским зидовима широким 2 до 4 метра. За смештај логораша, СС је организовао логоре близу места планираних за изградњу фабрика. Затвореници су у логорима Кауферинг и Милдорф често спавали у слабо загрејаним и лоше опремљеним земљаним колибама, делом изграђеним испод површине земље и покривеним земљом како не би биле приметне из ваздуха. Већи од 11 логора из мреже Кауферинг су сваки имали по неколико хиљада затвореника, од којих су велику већину чинили Јевреји. Стопа смртности међу логорашима је била висока услед болести, глади и сурових радних услова.
Како су се америчке снаге приближавале комплексу Кауферинг крајем априла 1945, СС је почео да уклања затворенике из логора, шаљући их на маршеве смрти у правцу Дахауа. Они затвореници који нису могли да издрже марш су често пребијани на смрт или убијани из ватреног оружја. У Кауферингу IV, СС је запалио бараке и на тај начин убио стотине логораша који су били сувише болесни или слаби да би побегли.